# Friedrichskoog
Friedrichskoog (plattdeutsch Friechskouch, kurz Fri’ko bzw. Frie’ko, als Spitzname Friko rsp. Frieko) ist eine Gemeinde im Südwesten des Kreises Dithmarschen in Schleswig-Holstein. Ihr im 19. und 20. Jahrhundert durch Eindeichung von drei Kögen entstandener Kern liegt auf einer Halbinsel an der Helgoländer Bucht, Nordsee und wird seeseitig von der Elbmündung sowie der Meldorfer Bucht bzw. dem Nationalpark Wattenmeer begrenzt. Die Vogelschutzinsel Trischen sowie die größte deutsche Bohr- und Förderinsel Mittelplate zählen mit zur Gemeinde.

## Geografie

### Lage

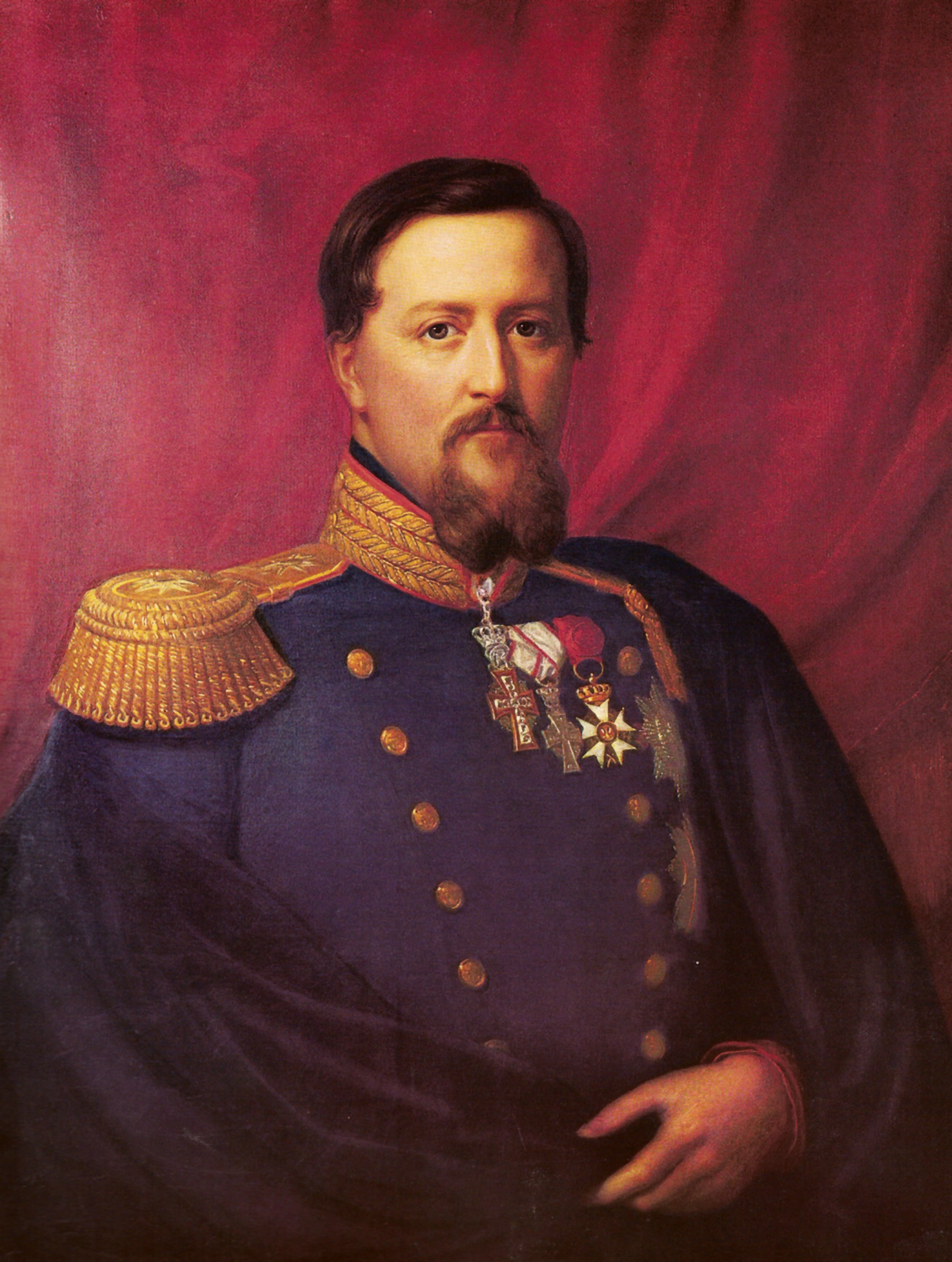
Friedrich VII., König von Dänemark, Herzog von Holstein sowie Namensgeber für Koog und Gemeinde

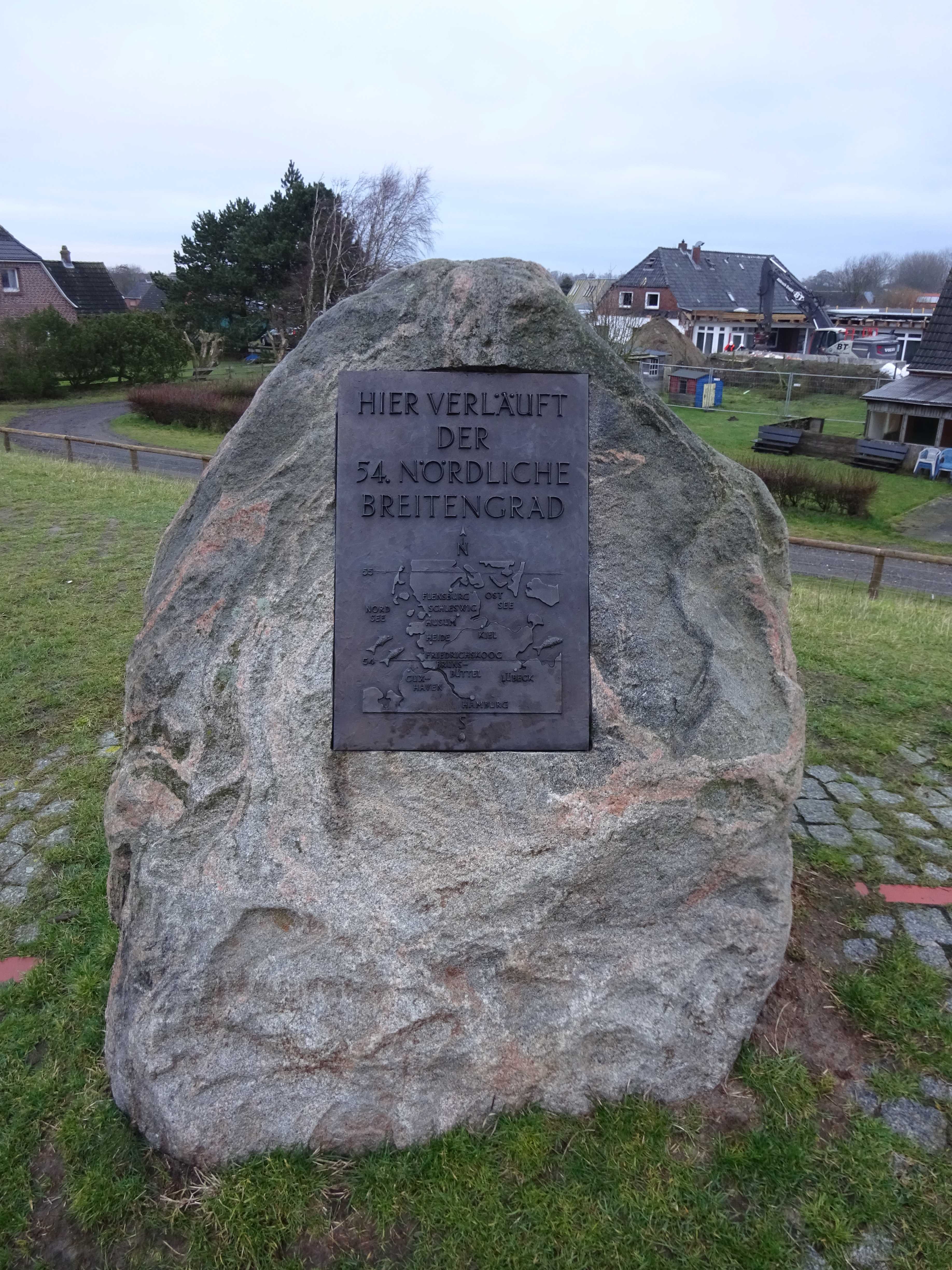
Hinweis auf den 54. Breitengrad in der Nähe des ehemaligen Hafens

Die Gemeinde Friedrichskoog befindet sich nach den Kriterien des Bundesinstituts für Bau-, Stadt- und Raumforschung (BBSR) in einer ländlichen und sehr peripheren Randlage. Sie ist zweitgrößte Gemeinde im Verwaltungsgebiet des Amts Marne-Nordsee und zählt über den Kreis Dithmarschen zur Metropolregion Hamburg. Durch das südliche Gemeindegebiet verläuft der 54. Grad nördlicher Breite.
Seeseitig ist der Bereich um Friedrichskoog besonders dadurch beeinflusst, dass Süßwasser der Elbe und Salzwasser der Nordsee aufeinandertreffen. In der Folge absterbende Organismen führen zu Verschlickungen beziehungsweise einer überdurchschnittlichen Verlandungsintensität. Zudem ist die Flutdauer kürzer als die Ebbdauer. Dadurch wird das mit dem stärkeren Flutstrom aus anderen Teilen der Deutschen Bucht eingebrachte Sediment bei Ebbe nicht wieder vollständig abtransportiert. Die aus dem sogenannten „Tidal Pumping“ (wörtlich: Pumpen der Gezeiten) resultierende Sedimentation hat die Bildung der Marsch und der Köge begünstigt, gleichzeitig aber auch zu besonderen Herausforderungen beispielsweise in Bezug auf den Erhalt des Hafens geführt. Sie scheint sich mit Vor- bzw. Eindeichungen einhergehenden Verringerungen des Flutraums regelmäßig verstärkt zu haben.

### Gemeindegliederung
Mit rund 5300 Hektar ist Friedrichskoog die größte Flächengemeinde Dithmarschens. Sie gliedert sich in den namensgebenden Friedrichskoog (ca. 2200 Hektar), den Kaiserin-Auguste-Viktoria-Koog (ca. 540 Hektar) und den Dieksanderkoog (ca. 1300 Hektar) zuzüglich des jeweiligen Deichvorlands sowie die rund zehn Kilometer vom Festland entfernte Insel Trischen (ca. 100 Hektar). Ursprünglich wurden die Köge in Hinblick auf die landwirtschaftliche Nutzung als Streusiedlungen mit auseinanderliegenden Gehöften angelegt; im Zeitablauf erfolgten insbesondere durch Infrastruktureinrichtungen wie Bahn und Hafen an verschiedenen Stellen Verdichtungen der Besiedlung.
Der Friedrichskoog entstand in den Jahren 1853 bis 1854 durch Eindeichung des Dieksands und sechs weiterer Quellerinseln. Entsprechend der damaligen Herrschaftsverhältnisse ist er nach dem dänischen König und holsteinischen Herzog Friedrich VII. benannt (bis 12. Oktober 1904: Frederik-VII.-Koog). Dort befinden sich die Ortsteile Friedrichskoog I bis III; die Bezeichnungen entsprechen den Haltestellen der früheren Bahnstrecke St. Michaelisdonn–Friedrichskoog, die in der Gemeinde entlang der Koogstraße verlief und kurz vor der Brücke über das Rugenorter Loch endete. Friedrichskoog III hat sich aufgrund von Neubaugebieten aus den 1930er und 1980er Jahren sowie der Zentralfunktion mit Bürgerbüro und Kirche, Einzelhandel, Gastronomie und Dienstleistungsunternehmen zum heutigen „Friedrichskoog-Ort“ entwickelt. Am nordwestlichen Ende des Friedrichskoogs befindet sich das seit den 1960er Jahren entstandene und touristisch geprägte See- und Nordseeheilbad „Friedrichskoog-Spitze“ als eigener Ortsteil.
Nordöstlich grenzt der im Jahr 1899 eingedeichte und nach der deutschen Kaiserin Auguste Viktoria von Schleswig-Holstein-Sonderburg-Augustenburg benannte Kaiserin-Auguste-Viktoria-Koog an. Er wurde am 23. März 1901 in die Gemeinde eingegliedert und ist in seiner äußeren Erscheinung landwirtschaftlich geprägt. Die Besiedlung erfolgte entlang der den Koog mittig erschließenden Straße.
Südwestlich an den Friedrichskoog schließt sich der in den Jahren 1933 bis 1935 eingedeichte Dieksanderkoog an. Er wird im nördlichen Bereich durch den mittlerweile stillgelegten Hafen in zwei Abschnitte geteilt. Hier befinden sich u. a. die sogenannte alte und neue „Fischersiedlung“ sowie der Kindergarten „Wirbelwind“ und die Grundschule „Marschenschool“. Die Wohnsiedlungen bilden gemeinsam mit dem im Friedrichskoog befindlichen Siedlungskern „Friedrichskoog-Ort“ eine über die alte Deichlinie zusammengewachsene Einheit. Weiter südwestlich liegt im Bereich der Neulandhalle ein weiterer Siedlungsschwerpunkt. Der Koog im Ganzen ist ebenfalls deutlich von der Landwirtschaft geprägt.
Trischen ist eine alluviale Dünen-Salzwiesen-Insel, die zwischen 17. und 19. Jahrhundert am seeseitigen Rand des Friedrichskoog vorgelagerten Wattrückens Marner Plate entstanden ist. In den Jahren 1896 bis 1947 wurde sie landwirtschaftlich genutzt und zeitweise auch dauerhaft bewohnt. Durch den Einfluss der Meeres- und Windkräfte ist sie jedoch sehr starken natürlichen Veränderungen unterworfen: Jährlich wandert sie mit einer Geschwindigkeit von bis zu 40 Metern in östlicher Richtung und verliert dabei etwa 20 Hektar ihrer Fläche. Da Trischen mit Flakstrom im Norden und Neufahrwasser im Süden an zwei starke Wattströme grenzt, droht die im Jahr 2020 etwa 100 Hektar große Insel in den nächsten Jahren vollständig aufgerieben zu werden. Bis dahin ist sie eine Vogelinsel, die aus Gründen des Naturschutzes jeweils von März bis Oktober lediglich von einem Vogelwart bewohnt wird und im Übrigen nur mit Ausnahmegenehmigung betreten werden darf.

### Nachbargemeinden
Direkt angrenzende Nachbargemeinden sind Kronprinzenkoog im Osten und Kaiser-Wilhelm-Koog im Süden.
Größere umliegende Orte sind die Städte Meldorf (Distanz ca. 23 km) im Nordosten und Marne (ca. 12 km) im Südosten als Unterzentren sowie die ebenfalls im Südosten gelegene Stadt Brunsbüttel (ca. 26 km) als Mittelzentrum.

### Landschaft

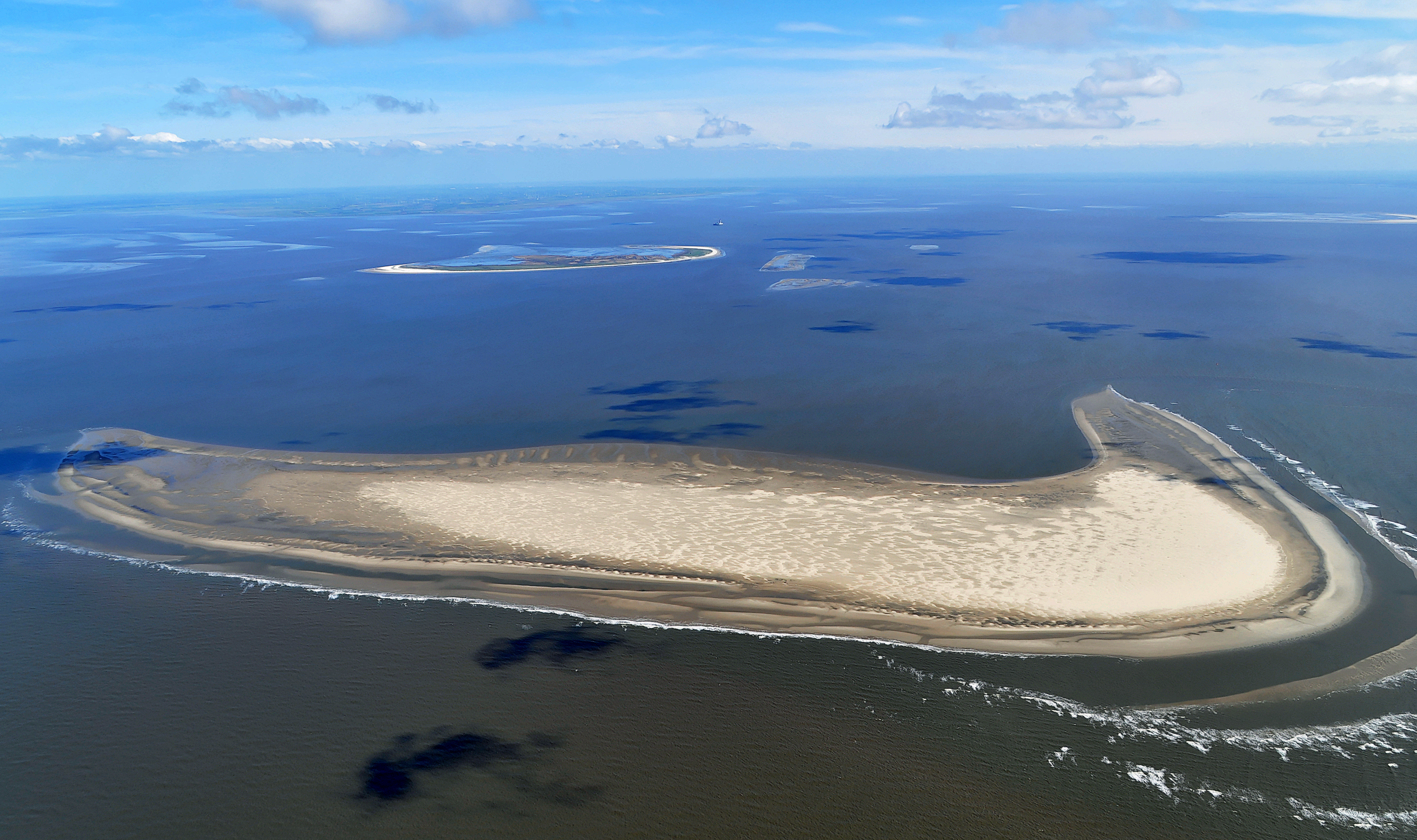
Wattenmeer aus Nordwest mit (von vorn) Sandbank Karkhof, Insel Trischen, Plattform Mittelplate, Friedrichskoog (2012)

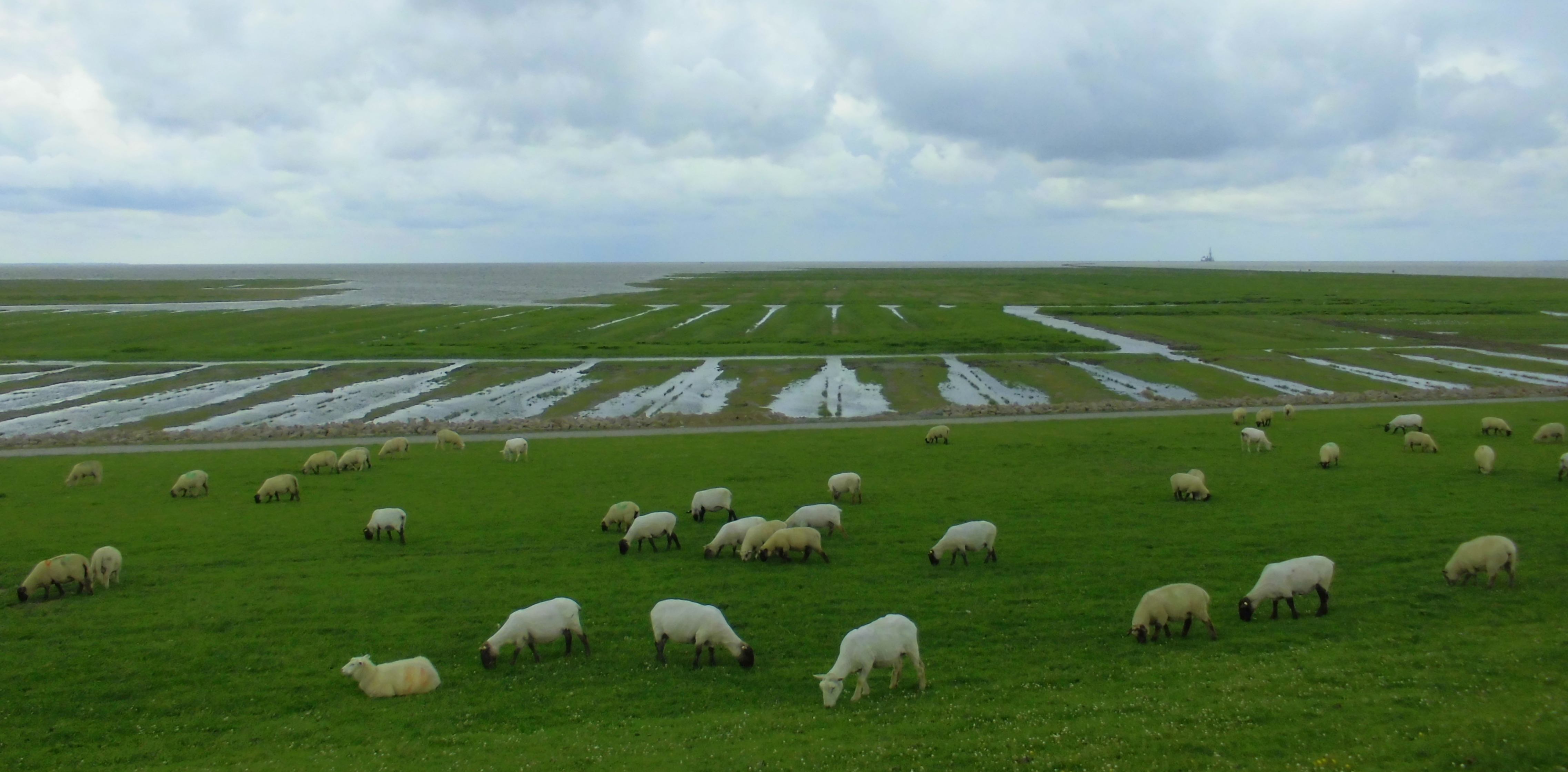
Vorland-Salzwiesen südlich vom Trischendamm, im Hintergrund die Plattform Mittelplate (2013)

Die Landschaft und damit die Lebensräume für Flora und Fauna lassen sich innerhalb der Gemeinde grob in die mit den Kögen eingedeichte Marsch, die den Deichen sowohl südlich als auch nördlich der Halbinsel vorgelagerten Salzwiesen sowie das Wattenmeer mit der Insel Trischen untergliedern. Jedoch sind die Lebensräume insbesondere in Bezug auf den Vogelzug als Einheit zu sehen. Der gesamte Küstenstreifen zählt zum „Ramsar-Gebiet S-H Wattenmeer und angrenzende Küstengebiete“ und ist damit Teil des internationalen „Natura-2000-Netzes“.
Ökologisch herausragende Bedeutung hat das Watt. Mit der Marner Plate als dominierendem Wattrücken unterliegt es starken Veränderungen durch die beweglichen Stromsysteme der Elbe und der Piep. Die weitgehend vegetationsfreien Außensände sind wichtige Lebensräume für zahlreiche Wat- und Wasservögel sowie Seehunde. Da das Watt bei Ebbe mit Muscheln, Schnecken, Würmern und Krebsen ein reichhaltiges Nahrungsangebot bietet, ist es Rast-, Mauser- oder Winterquartier für viele Vogelarten des ostatlantischen Zugweges. Dies gilt insbesondere für Alpenstrandläufer und Knutt, gefolgt von Ringelgans, Nonnengans, Brandente und Pfuhlschnepfe. Die Tiere fressen sich im Watt Fettreserven für ihre langen Flüge in subarktische und arktische Brutgebiete oder in südliche Überwinterungsgebiete an. Im Spätsommer versammelt sich traditionell etwa 90 Prozent des europäischen Brandentenbestandes zur Mauser im südlichen Dithmarscher Watt.
Auch die Salzwiesen im Vorland sowie auf Trischen sind wegen ihres vergleichsweise hohen Natürlichkeitsgrads, ihrer besonders angepassten Tier- und Pflanzenwelt sowie als Nahrungsbiotop für Gänse und Enten ein international bedeutsames Ökosystem. Zudem sind sie bedeutsames Brutgebiet für Lach- und Silbermöwen, Seeschwalben, Watvögel (u. a. Austernfischer, Rotschenkel, Löffler), Seeregenpfeifer sowie einige Entenvögel. Insgesamt wurden auf Trischen etwa 15.000 und in den Vorländern etwa 12.000 Brutpaare von Seevögeln jährlich gezählt.
Die drei Köge zählen zu der während der letzten 300 Jahre durch Eindeichungen gezielt gewonnenen Jung- bzw. Kalkmarsch. Den Übergang in die weitgehend selbständig gewachsene und durch landwirtschaftliche Nutzung entkalkte „Alte Marsch“ bzw. Kleimarsch markiert die östlich verlaufende Bundesstraße B 5; deren Verlauf entspricht annähernd dem sogenannten „1000-jährigen Deich“. In den landwirtschaftlich genutzten Kögen ist trotz fortschreitender Drainung das für die Marsch typische Entwässerungssystem noch deutlich erkennbar: Es beginnt mit schmalen Grüppen auf Weiden und Äckern, die in zentrale Abläufe (Wetter) münden, welche wiederum zur Vorflut führen. In Friedrichskoog wurden bei der Eindeichung vorgefundene Wattrinnen wie Rugenorter Loch oder Krabbenloch in das Entwässerungssystem eingebunden. Abseits der Bebauung sind in der Marschlandschaft nur wenige Bäume zu finden. Eine Ausnahme bilden entlang der Straßen und Wege noch vereinzelt vorhandene Pappelreihen; diese sollten ursprünglich für die Herstellung von Streichhölzern dienen, wurden jedoch nicht „geerntet“ und sind zwischenzeitlich abgängig. Sie werden – soweit mit dem Deichschutz vereinbar – durch andere Bäume ersetzt.

## Geschichte

### Hafen

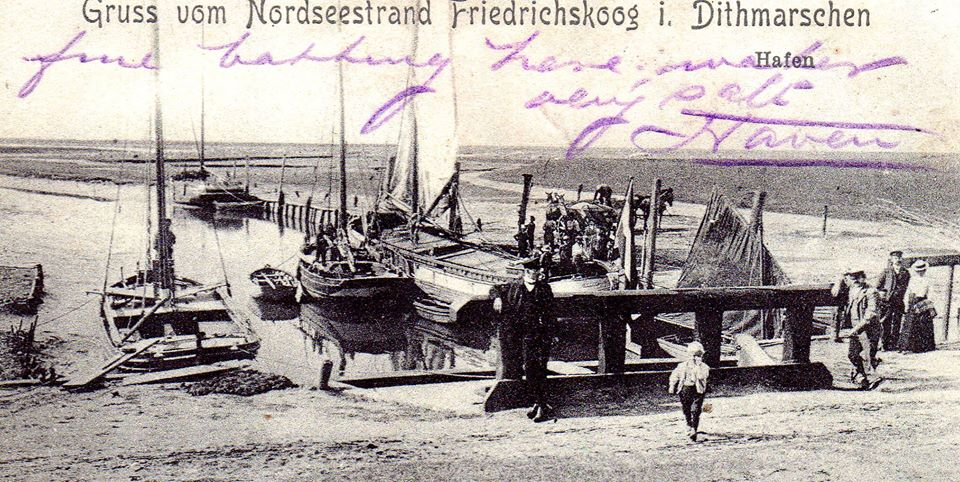
Frachtsegler (Tjalken) im Sielhafen des Friedrichskoogs (ca. 1899)

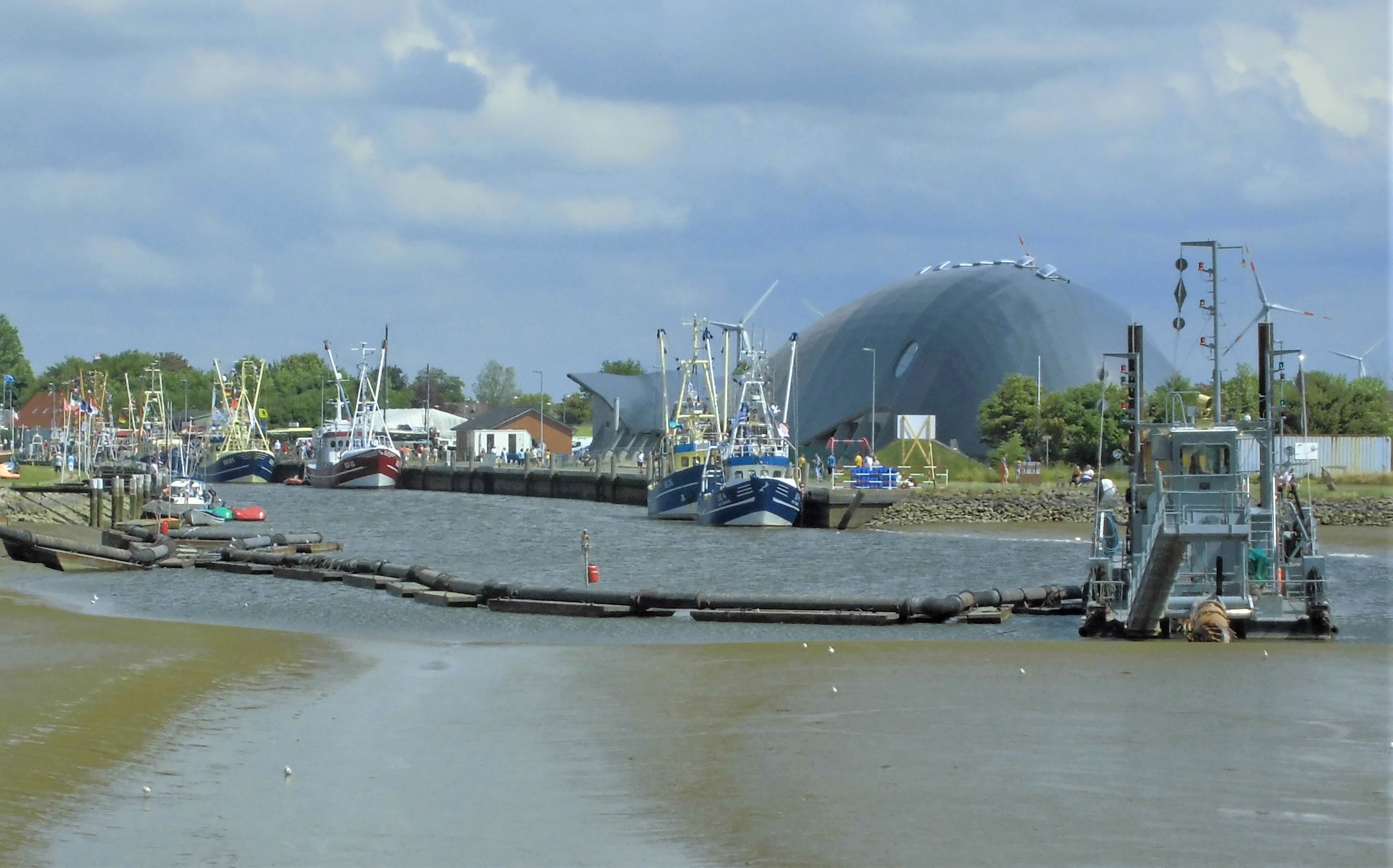
Saugbagger Isern Hinnerk II im Hafen (2013)

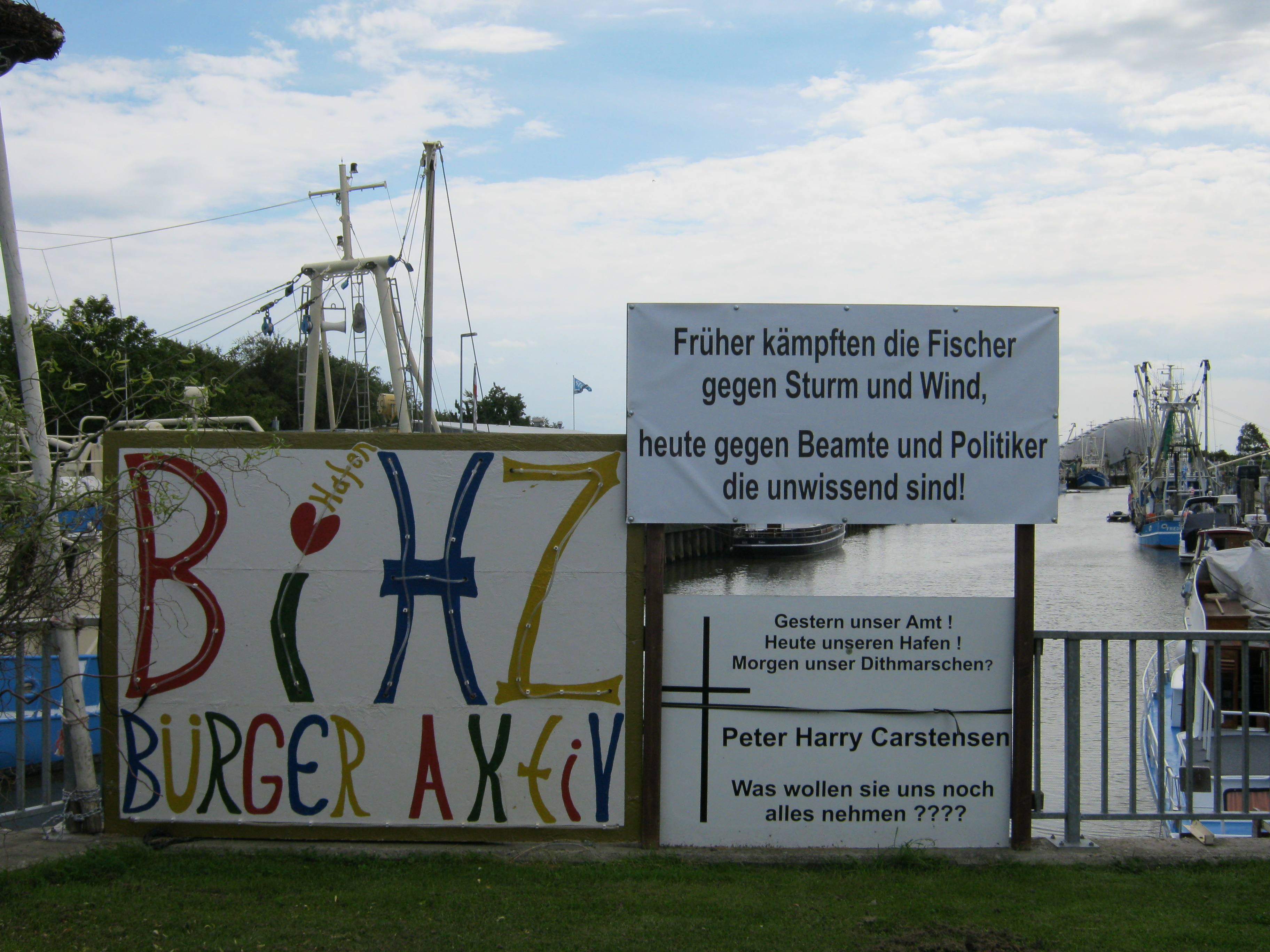
Erfolgloser Protest gegen die Hafenschließung (2011)

Mit der Eindeichung des Friedrichskoogs in den Jahren 1853/1854 wurde (unter Ausnutzung des Priels Rugenorter Loch) vor dem Deich ein Sielhafen angelegt, der im Jahr 1855 in Betrieb ging. Er diente zunächst als Frachthafen für den Transport landwirtschaftlicher Erzeugnisse, später als Stützpunkt für Landgewinnungsarbeiten der Preußischen Domänenverwaltung und für Seenotrettungskreuzer. Ab Aufkommen der Fischkutter zu Beginn des 20. Jahrhunderts war er vorrangig Fischereihafen. Historiker vermuten, dass bereits zur Zeit der Hanse das Rugenorter Loch für den Warenumschlag genutzt wurde.
In den Jahren 1933 bis 1935 wurde der Hafen mit dem Dieksanderkoog eingedeicht sowie mit einem Sperrwerk versehen. Aus dem Tidehafen entwickelte sich so ein sturmflutsicherer Dockhafen mit einem etwa 800 Meter langen Hafenbecken, der jedoch im Hinblick auf den schwankenden Wasserstand des zur Elbmündung führenden Hafenpriels (Länge zuletzt etwa 2000 Meter) nur gezeitenabhängig angelaufen und verlassen werden konnte. Im Jahr 1935 waren 56 Kutter mit Heimathafen Friedrichskoog registriert. Wegen der Bedeutung des Hafens für die Fischerei ging im Jahre 1937 die Unterhaltspflicht von der preußischen Domänenverwaltung auf die Wasserstraßenverwaltung des Deutschen Reiches über. Diese siedelte eine Motorenschlosserei und 1943 die Bieritz-Werft als Servicebetriebe für die Fischer an. Noch während des Zweiten Weltkriegs wurden Teile des Hafenpriels durch einen mit Basalt gepflasterten Leitdamm gesichert.
Nach Ende des Zweiten Weltkrieges wurde das Land Schleswig-Holstein als Rechtsnachfolgerin Eigentümerin des Hafens. Der Landeshafen erreichte in den 1950er Jahren den Höhepunkt seiner Entwicklung, als der Leitdamm um weitere 200 Meter bis zur Mündung des Hafenprils verlängert, das Hafenfeuer elektrifiziert und ein Nebelhorn installiert wurde. Damals hatten etwa 80 Baumkurrenkutter und zahlreiche Nebenerwerbsfischer in Friedrichskoog ihre Heimat, nach Büsum war Friedrichskoog zweitgrößter Fischereihafen an Schleswig-Holsteins Westküste.
Ab den 1960er Jahren reduzierte sich aufgrund des allgemeinen Strukturwandels die Zahl der Kutter. Gleichzeitig nahm deren Größe und Tiefgang zu. Auch dadurch rückten die sich verstärkenden Sedimentationen in Hafen und Hafenpril in den Fokus. Zur Aufrechterhaltung des Hafenbetriebs musste der landeseigene Saugbagger Isern Hinnerk II jedes Jahr im Cutterbetrieb rund 100.000 Kubikmeter Sediment durch eine Rohrleitung auf Spülfelder nördlich des Hafens verbringen. Nachdem der Landesrechnungshof bereits in den 1970er Jahren die zunehmende Unwirtschaftlichkeit des Hafenbetriebs bemängelte, wurden mit wissenschaftlicher Unterstützung die Anlage von Spülpoldern, der Bau eines Seitenkanals sowie der Anschluss des Hafens an das Grüppensystem als Alternativen zum aufwändigen Baggerbetrieb geprüft, im Ergebnis aber aufgrund erkennbarer Risiken verworfen. Auch vor diesem Hintergrund liefen zuletzt nur noch wenige Kutter den Hafen regelmäßig an.
Im Mai 2010 beschloss die Schleswig-Holsteinische Landesregierung auf Empfehlung der Haushaltsstrukturkommission, den Hafen Friedrichskoog wegen der hohen Kosten für Instandhaltung und Aufrechterhaltung der Hafenzufahrt zu schließen. Zunächst verständigten sich jedoch Ministerpräsident, Landrat des Kreises Dithmarschen und Bürgermeister der Gemeinde Friedrichskoog im April 2012 in einem „Letter of Intent“, dass die Gemeinde bei Erklärung einer gesicherten wirtschaftlichen Basis den Hafen zu Jahresbeginn 2014 übernehmen könne. Trotz intensiver Bemühungen konnte die Gemeinde aber kein tragfähiges Finanzierungskonzept zur Kommunalisierung des Hafens mit Übertragung des Betriebs auf einen anderen Träger vorlegen.
Gegen den Widerstand der Bevölkerung schloss das Land Schleswig-Holstein zum 1. Juli 2015 den ehemaligen Landeshafen: Nach Angaben der Landesregierung hatten sich Personal- und Sachkosten, Instandhaltungsinvestitionen sowie Kosten für Baggerarbeiten in Eigenregie für den Hafen (ohne Sperrwerk) zuletzt auf durchschnittlich 700.000 Euro im Jahr summiert.  Dem standen Einnahmen aus dem Hafenbetrieb von rund 75.000 Euro gegenüber.

### Nationalsozialismus

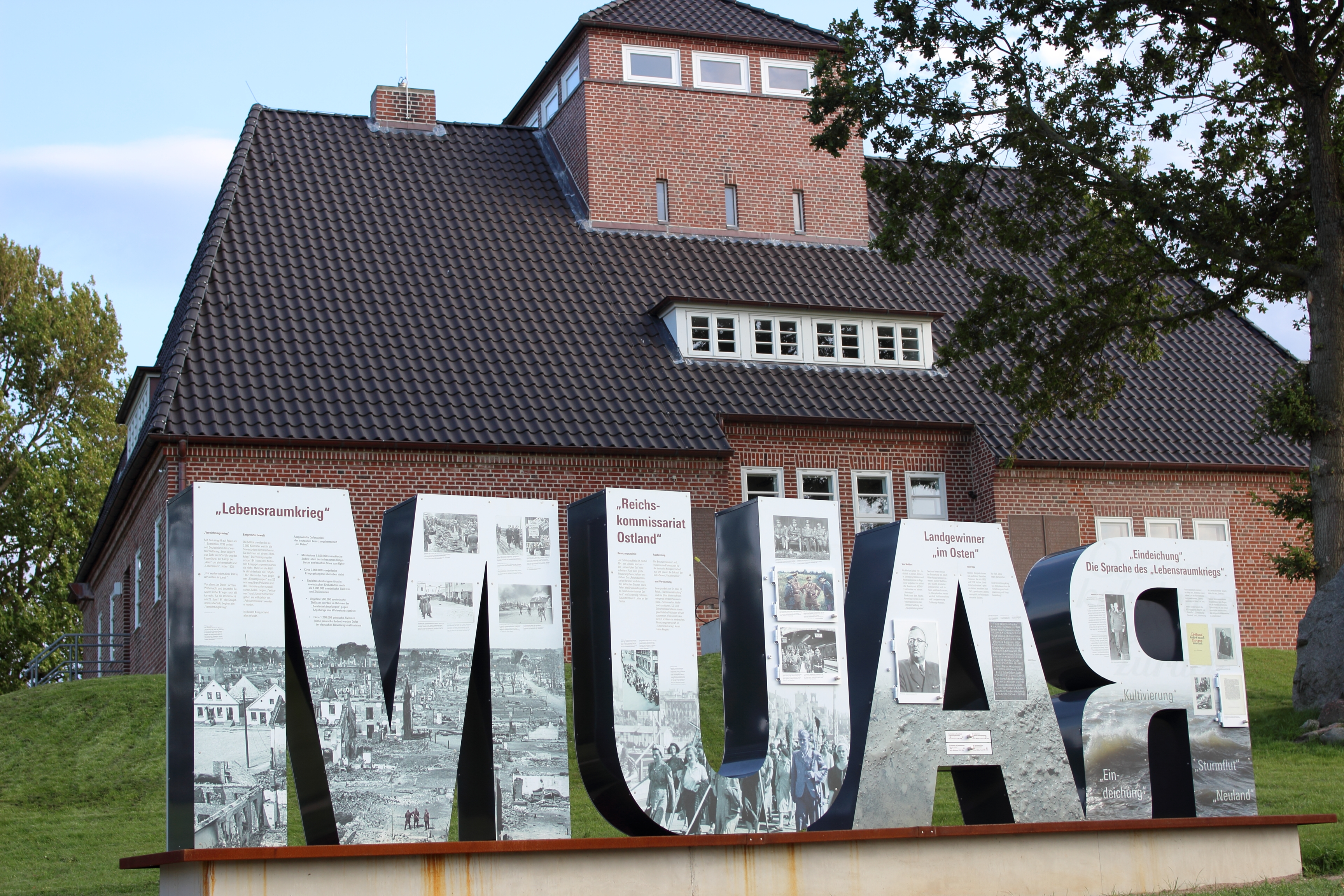
Neulandhalle im Dieksanderkoog (errichtet 1935/1936), seit 2019 „Historischer Lernort“

Wie in den meisten ländlichen Regionen steigerten die Nationalsozialisten ab dem Jahr 1928 auch in Friedrichskoog ihren Einfluss. Dabei kam es zu Gewalttaten. Anlässlich einer Wahlversammlung der SPD zur Reichstagswahl am 31. Juli 1932 wurden am 26. Juli 1932 etwa 80 bis 100 nicht uniformierte NSDAP-Leute nach Friedrichskoog gebracht. Sie jagten Versammlungsteilnehmer unter Einsatz von Schusswaffen durch den Ort; der 17 Jahre alte Schiffer Herbert Jäger wurde gefoltert und ermordet.
Nach der Machtergreifung begann im Jahr 1933 die Eindeichung des ab Anfang des 20. Jahrhunderts als Viehweide genutzten und seit Beginn der Weimarer Republik deichreifen heutigen Dieksanderkoogs als Arbeitsbeschaffungsmaßnahme. Diese war gleichzeitig Auftakt zur Realisierung des Generalplans für die Landgewinnung Schleswig-Holstein und wurde von der nationalsozialistischen Propaganda im großen Stil als friedliche Gewinnung von neuem Lebensraum ausgeschlachtet und überhöht. Bis zu 1700 Arbeitslose – überwiegend aus Hamburg und Kiel – führten die Arbeiten unter bewusstem Verzicht auf Großgeräte hauptsächlich in Handarbeit mit dem Kleispaten aus. Im Folgejahr war die gut neun Kilometer lange Deichlinie geschlossen und das Entwässerungssystem des Koogs hergestellt; die nach politischen Gesichtspunkten ausgewählten Siedler konnten mit dem standardisierten Bau von 68 Hofstellen und 29 sonstigen Wohn- und Gewerbegebäuden beginnen. Am 29. August 1935 erfolgte die Einweihung des vorgeblich dem Meer abgerungenen Landes als Adolf-Hitler-Koog. Dabei wurde auch der Grundstein für die Neulandhalle gelegt, die primär als staatlicher Repräsentationsbau und Schulungsstätte für den Deichbau geplant war. Obwohl sich Teile des Generalplans bereits Mitte der 1930er Jahr als unrealistisch erwiesen und dieser im Jahr 1938 aufgegeben wurde, brachten bis zum Beginn des Zweiten Weltkriegs täglich bis zu 40 Busse und Autos Staatsgäste und andere Besucher in den Koog.
Aus dem neuen Koog sowie unbewohnten Teilen der Gemeinden Friedrichskoog, Kronprinzenkoog und Kaiser-Wilhelm-Koog wurde am 1. November 1935 zunächst die neue Gemeinde Adolf-Hitler-Koog gebildet und am 1. April 1939 die bestehende Gemeinde Friedrichskoog in diese eingegliedert.

### Nachkriegszeit
Nach der Kapitulation am 8. Mai 1945 fiel Friedrichskoog wie das gesamte Schleswig-Holstein in die Britische Besatzungszone, die bis zum Inkrafttreten des Besatzungsstatuts am 21. September 1949 bestand.
Am 25. August 1945 wurde die Gemeinde zunächst in Dieksanderkoog umbenannt. Sie erhielt am 1. April 1948 den ursprünglichen und bis heute gültigen Namen Friedrichskoog.
Zum 1. Januar 2008 trat die bis dahin einzige amtsfreie Gemeinde Dithmarschens dem Amt Marne-Nordsee bei.

## Einwohnerentwicklung
| Datum              | Einw. |
| ------------------ | ----- |
| 3. Dezember 1867   | 1212  |
| 1. Dezember 1880   | 1347  |
| 1. Dezember 1890   | 1381  |
| 1. Dezember 1900   | 1432  |
| 1. Dezember 1910   | 1458  |
| 8. Oktober 1919    | 1648  |
| 17. Mai 1939       | 2481  |
| 29. Oktober 1946   | 4942  |
| 13. September 1950 | 4336  |
| 6. Juni 1961       | 2938  |
| 27. Mai 1970       | 2872  |
| 31. Dezember 2000  | 2406  |
| 31. Dezember 2005  | 2511  |
| 31. Dezember 2010  | 2452  |
| 31. Dezember 2015  | 2565  |
| 31. Dezember 2020  | 2558  |

Quelle: Statistisches Landesamt Schleswig-Holstein, Statistisches Amt für Hamburg und Schleswig-Holstein

## Politik

### Gemeindevertretung
Bei den Kommunalwahlen ergaben sich für die Gemeindevertretung folgende Sitzverteilungen:
| Partei/Liste | Wahl 2023 | Wahl 2018 | Wahl 2013 |
| ------------ | --------- | --------- | --------- |
| BFK          | 3         | k. A.     | k. A.     |
| CDU          | 5         | 7         | 5         |
| KWV          | 3         | 5         | 5         |
| SPD          | 6         | 5         | 3         |

Im November 2022 bildeten drei ehemalige Mitglieder der CDU-Fraktion und ein ursprüngliches Mitglied der KWV die Neue Fraktion Friedrichskoog (NFF); alle vier gehörten der parallel gegründeten Wählergemeinschaft Bürger für Köger (BFK) an.

### Wappen und Flagge (inoffiziell)
Friedrichskoog führt kein Wappen als Hoheitszeichen. Jedoch fühlen sich große Teile der Bevölkerung von dem überall in der Gemeinde sichtbaren inoffiziellen Wappen und der daran angelehnten Hissflagge repräsentiert. Die Eintragung in die Wappenrolle soll daher beantragt werden.
Das Wappen ist zweigeteilt. Es stellt oben einen Bauernhof dar, bestehend aus Wohnhaus und baulich abgesetztem Wirtschaftsgebäude (eine in der ersten Hälfte des 20. Jahrhunderts übliche Form, die neben anderen in der Gemeinde zu finden ist; die beiden Gebäudeteile werden in der Regel durch einen kurzen, schmalen Küchen- und Waschküchen-Trakt verbunden, der in der Darstellung jedoch nicht zu erkennen ist), der auf die Fruchtbarkeit des Bodens verweisen soll; unten sind die Nordsee mit Brandung und ein Deich dargestellt. Eine Blasonierung existiert nicht.

Inoffizielles Wappen
Inoffizielle Flagge

## Kultur und Sehenswürdigkeiten

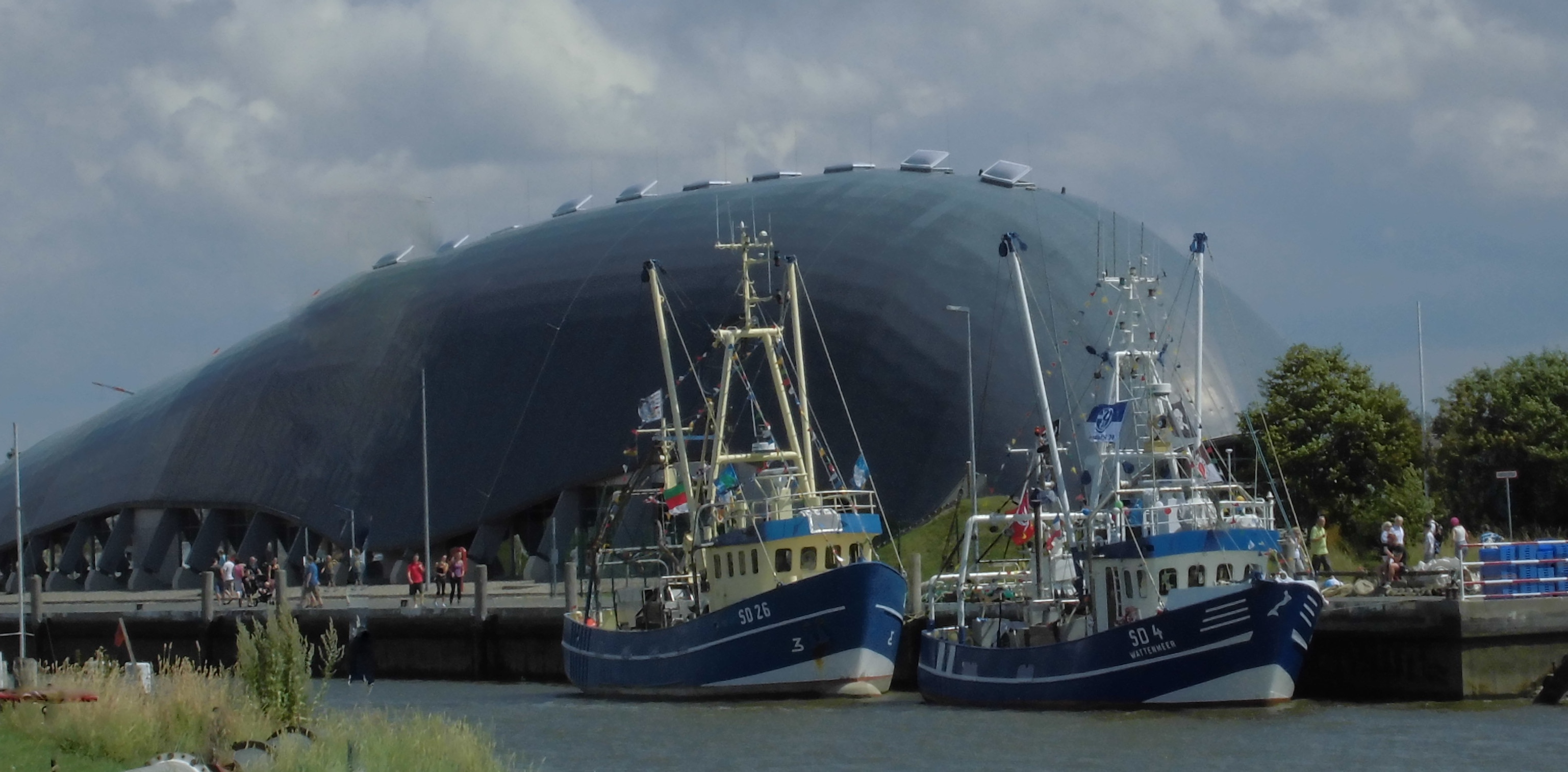
Wal-Gebäude mit Indoor-Spielplatz am Hafen Friedrichskoog (2013)

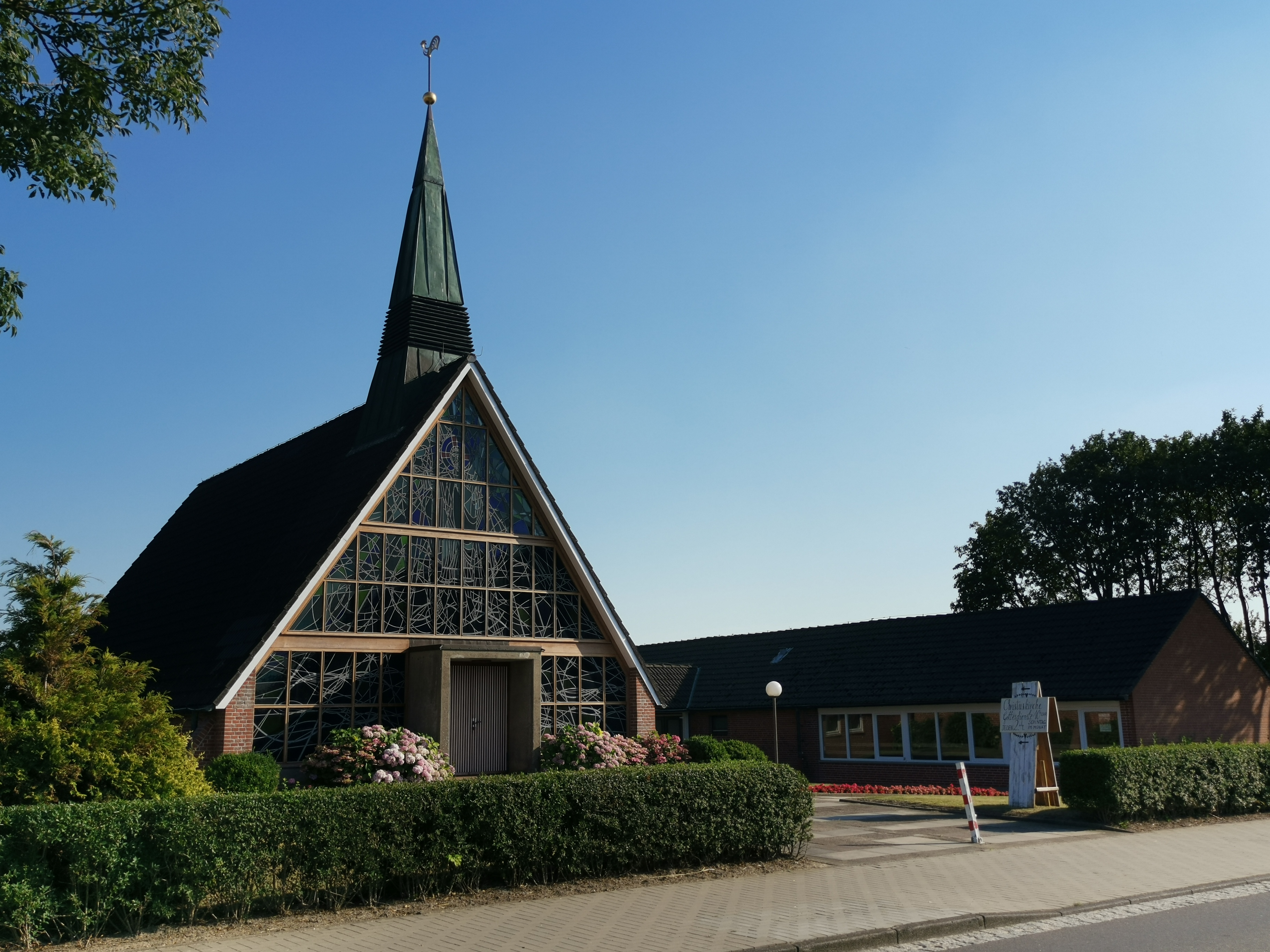
Christuskirche an der Hafenstraße (2020)

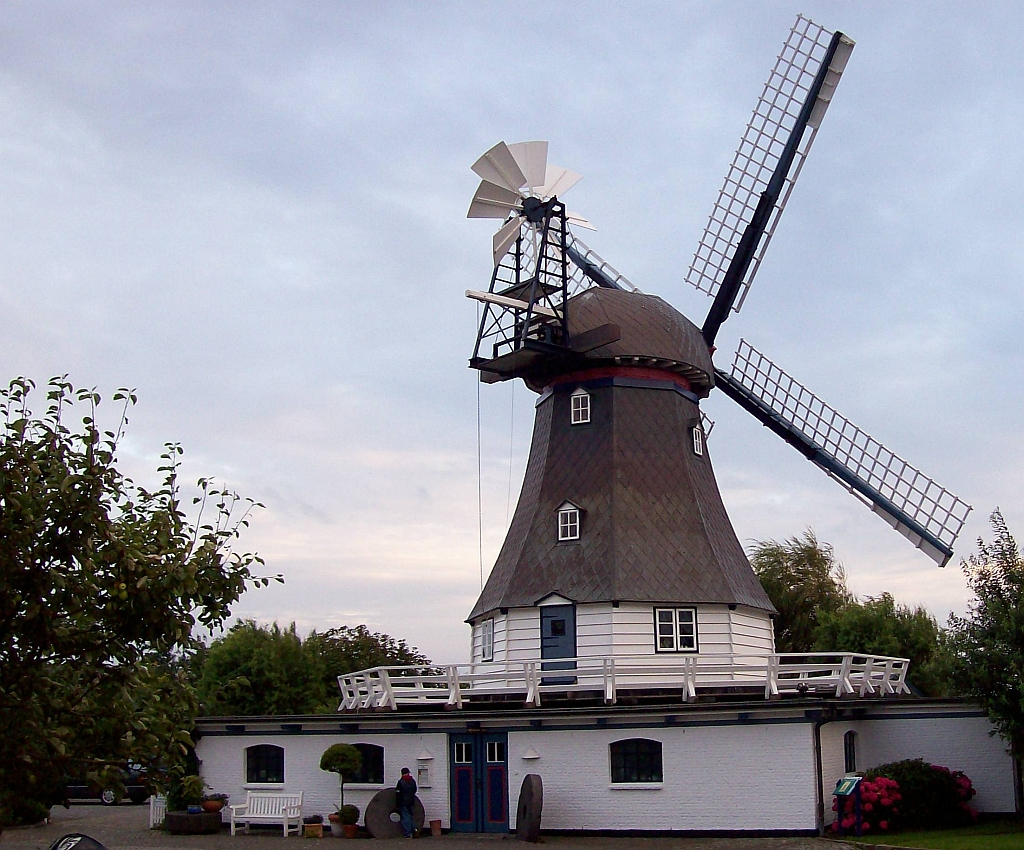
Holländerwindmühle „Vergißmeinnicht“ an der Koogstraße

Überregional bekannt ist die im Jahr 1985 eröffnete und am ehemaligen Hafen gelegene Seehundstation Friedrichskoog, da sie Drehort für die in den Jahren 2001 bis 2009 ausgestrahlte Fernsehserie Hallo Robbie! war. Nach dem aktuellen Gesellschaftsvertrag hat sie zum Zweck, die in Schleswig-Holstein heimischen Robbenarten Seehund und Kegelrobbe zu schützen sowie deren Schutz zu fördern. Gemäß internationalem Seehundabkommen ist sie die einzig berechtigte Aufnahmestelle für Heuler in Schleswig-Holstein; jährlich werden über 200 verlassene Jungtiere in der Station aufgezogen und nach etwa zwei Monaten wieder ausgewildert. Zudem leben derzeit fünf Seehunde und zwei Kegelrobben dauerhaft in einem naturnah angelegten 800 m³ großen Becken. Jährlich verfolgten etwa 150.000 Besucher die mehrmals täglich erfolgenden Fütterungen. Ab Jahresbeginn 2020 wurde die Seehundstation umgestaltet und erweitert: Im August 2020 war das neue Eingangsgebäude und im Juli 2021 die neue Ausstellungshalle mit dem Beobachtungsdeck Robbenblick fertiggestellt; durch eine 23 Meter breite und bodentiefe Fensterfront lässt sich die gesamte Station überschauen. Die interaktive und erlebnisorientierte Ausstellung Heimische Robben im Weltnaturerbe Wattenmeer ist seit Januar 2023 geöffnet; sie soll generationsübergreifend für den Schutz des Wattenmeers und all seiner Bewohner sensibilisieren. Insgesamt förderte das Land Schleswig-Holstein den Aus- und Umbau mit 6,5 Millionen Euro.
Ebenfalls am ehemaligen Hafen befindet sich seit dem Jahr 2008 ein Gebäude in Form eines Wals. Der mit 25 Brettschichtholzbindern in einer Länge von 125 Metern, einer Breite von 25 Metern und einer Höhe von 15 Metern mit innen sichtbarem „Skelett“ errichtete Holzbau gilt nach offiziellen Angaben als das größte Wal-Gebäude der Welt. Bis Jahresende 2023 wurde der Bau mit einer Fläche von 2500 m² als Hallenspielplatz genutzt. Für die Zukunft sucht die Gemeinde einen neuen Pächter mit einem innovativen Nutzungskonzept. Dieses solle für Urlauber und Einheimische aller Altersgruppen gleichermaßen attraktiv sein. Zudem müsse das Angebot zum Standort ehemaliger Hafen passen und nachhaltig sein.
Als Kulturdenkmale in Friedrichskoog sind in die Denkmalliste des Landes Schleswig-Holstein die evangelische Christuskirche, die einstöckige Galerieholländermühle „Vergißmeinnicht“ sowie die Neulandhalle eingetragen.
Die Christuskirche der evangelisch-lutherischen Kirchengemeinde Vereinigte Süderdithmarscher Köge wurde im Jahr 1964 im Stil eines Nurdachhauses fertiggestellt; ein Dachreiter ersetzt den Glockenturm. Der Entwurf aus dem Jahr 1961 stammt vom Architekten Henry Schlote, der insbesondere in Hamburg mit dem Bau von Kirchen, Kinos und Wohngebäuden der Nachkriegsmoderne bekannt wurde. Die Evangelisch-Lutherische Landeskirche Schleswig-Holsteins kaufte den Entwurf für ihr Kapellenbauprogramm der 1960er Jahre an und realisierte darauf basierend insgesamt zehn Kleinkirchen. Unter diesen zeichnet sich die seit dem Jahr 2016 unter Denkmalschutz stehende Christuskirche durch die vom Künstler Hanno Edelmann entworfenen Bleiglasfenster der Westfront sowie den vom Bildhauer Max Schegulla geschaffenen Flügelaltar aus. Vor dem Bau bestand nach Angaben der Kirchengemeinde in Teilen der Bevölkerung die Befürchtung, Friedrichskoog würde in einer Sturmflut untergehen, erhalte der Ort eine eigene Kirche.
Für die im Jahr 1860 errichtete und 1906 umgebaute Windmühle „Vergißmeinnicht“ hat sich auch die Bezeichnung „Hochzeitsmühle“ eingebürgert, da im Erdgeschoss des Galerieholländers durch das Amt Marne-Nordsee standesamtliche Trauungen vorgenommen werden können.
Die in den Jahren 1935/1936 nach einem Entwurf von Richard Brodersen im Ortsteil Dieksanderkoog auf einer künstlichen Warft errichtete Neulandhalle war bis 1945 staatlicher Repräsentationsbau und Schulungsstätte für den Deichbau an der Westküste Schleswig-Holsteins. Nach gastronomischen Nutzungen erwarb die evangelische Kirche im Jahr 1971 das Gebäude, welches sie über etwa 40 Jahre als Jugendfreizeitstätte nutzte. Im Jahr 2019 eröffnete sie dort nach vorübergehendem Leerstand, zeitweisen Abbruchplänen und letztlich Investitionen von insgesamt rund 1,5 Millionen Euro einen „historischen Lernort“. Dieser gliedert sich in zwei Schwerpunkte: Im frei zugänglichen Außenbereich informiert eine Ausstellung mit 30 großen Buchstaben, die die Wörter „Lebensraum“ „und“ „Volksgemeinschaft“ bilden, über Geschichte und historischem Kontext der Neulandhalle; dabei bilden die auf Vorder- und Rückseiten der Buchstaben angebrachten Texte jeweils einzelne Kapitel. Das Innere des Gebäudes wurde einschließlich ehemaliger Fresken von Otto Thämer in den ursprünglichen Zustand zurückgebaut; es ist im Rahmen von Führungen öffentlich zugänglich und erlebbar.
Der Trischendamm an der „Spitze“ wurde in den Jahren 1935/1936 zur Durchdämmung bzw. Abriegelung des den Deich bedrohenden „Altfelder Priels“ errichtet und ab dem Jahr 1964 zum „Wanderweg“ ausgebaut. Er führt über 2200 Meter und mit einer Höhe von mindestens drei Metern über Normalhöhennull (NHN) durch Salzwiesen und Watt, vorbei an Buhnen und Lahnungen hinaus in die Nordsee und wird vor allem von Touristen für Spaziergänge genutzt. In Abhängigkeit von der Jahreszeit eignet er sich auch gut, um rastende und brütende Seevögel zu beobachten. Im Mai 2019 wurde ein Konzept für den weiteren Ausbau und die touristische Attraktivierung des Trischendamms präsentiert; ursprünglich sollte bis zum Sommer 2020 die Ausführungsplanung abgeschlossen sein. Jedoch kam es zu diversen planerischen Verzögerungen; im Herbst 2021 war daher nicht absehbar, wann die endgültige Entwurfsplanung vorliegt und die Realisierung einer Attraktivierung beginnen kann.

## Wirtschaft

### Landwirtschaft

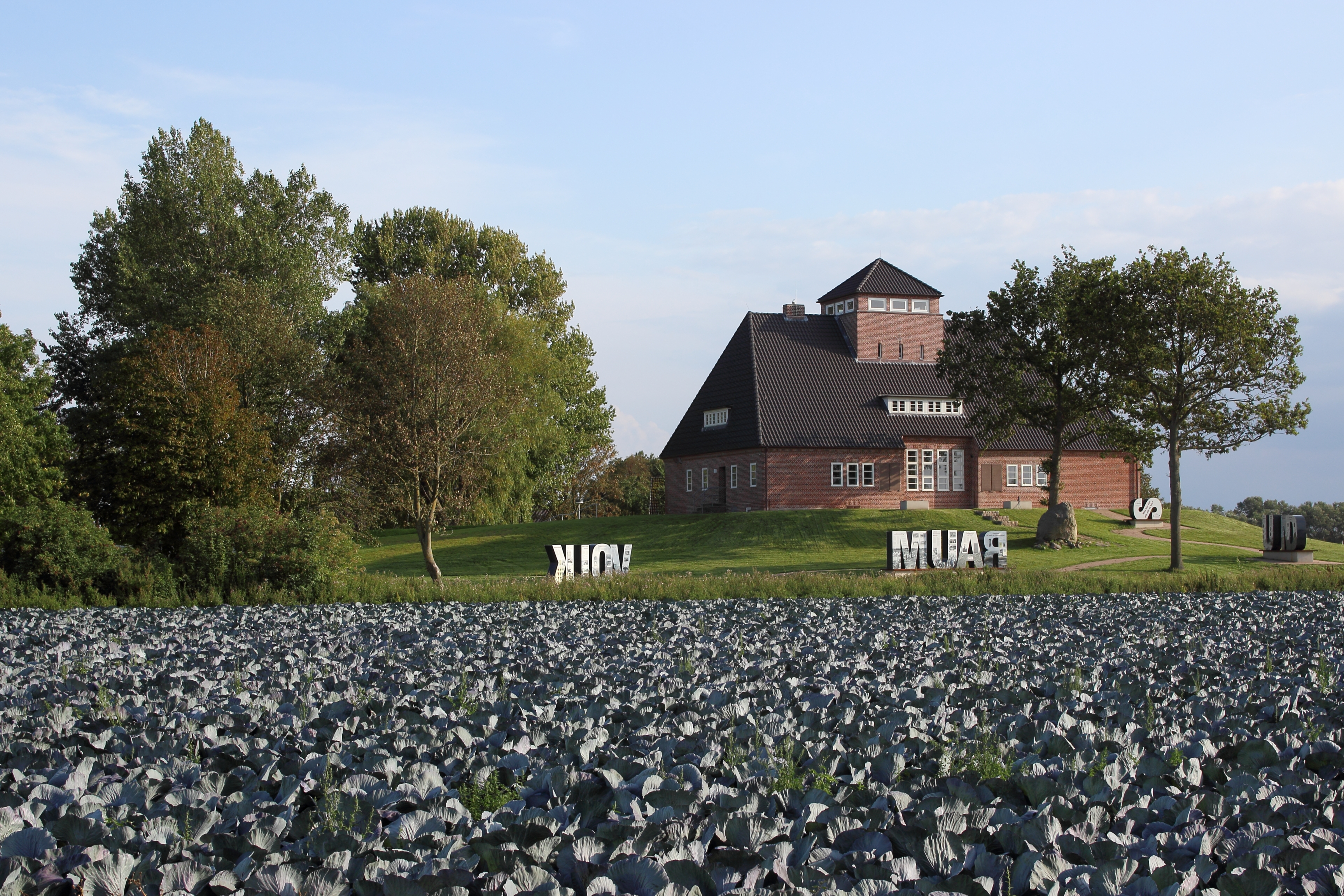
Kohlanbau in Dieksanderkoog. Im Hintergrund die Neulandhalle.

Die Marsch-Böden (Kalkmarsch) der Köge zählen zu den produktivsten Standorten Schleswig-Holsteins und erreichen mit etwa 85 Bodenpunkten Höchstwerte in der Bonitierung im Rahmen der von der Finanzverwaltung durchgeführten Bodenschätzung. Zudem ist aufgrund des Nordseeklimas die Gefahr des Schädlingsbefalls minimiert.
Traditionell werden die Köge für den Anbau von Getreide und Zuckerrüben genutzt. Ab dem Ende des 19. Jahrhunderts gewann auch in Friedrichskoog der für Dithmarschen typische Anbau von Weiß- und Rotkohl an Bedeutung. Ergänzend wurde im 20. Jahrhundert die Schafzucht eingeführt; die Tiere weiden nicht nur auf Deichen und Salzwiesen, sondern auch auf den abgeernteten Kohlfeldern. Zudem wird nicht verkaufter Kohl zugefüttert.
In den letzten Jahren ist insbesondere der Anbau von Feldgemüse und anderen Hackfrüchten deutlich vielfältiger geworden. Hierzu trugen veränderte Markterfordernisse, der allgemeine Strukturwandel in der Landwirtschaft sowie die zunehmende Direktvermarktung über (auch touristisch bedeutende) Hofläden bei, die aus Kundensicht eine größere Auswahl und damit breitere Sortimente erfordert.
Nicht zuletzt haben Pferdezucht (überwiegend Holsteiner) und Reiterhöfe auch durch international erfolgreiche Springreiter für Friedrichskoog Bedeutung. Hieraus entwickelte sich im Jahr 2023 das Friedrichskoog Classics, ein innovatives, an zwei Wochenenden für Amateure und Profis stattfindendes Reitturnier mit Spring- und Dressurprüfungen.

### Krabbenfischerei

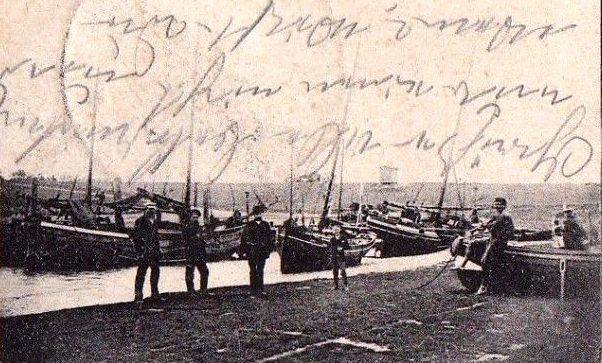
Die im 19. Jahrhundert üblichen Fischerboote wurden einfach auf den Strand gezogen

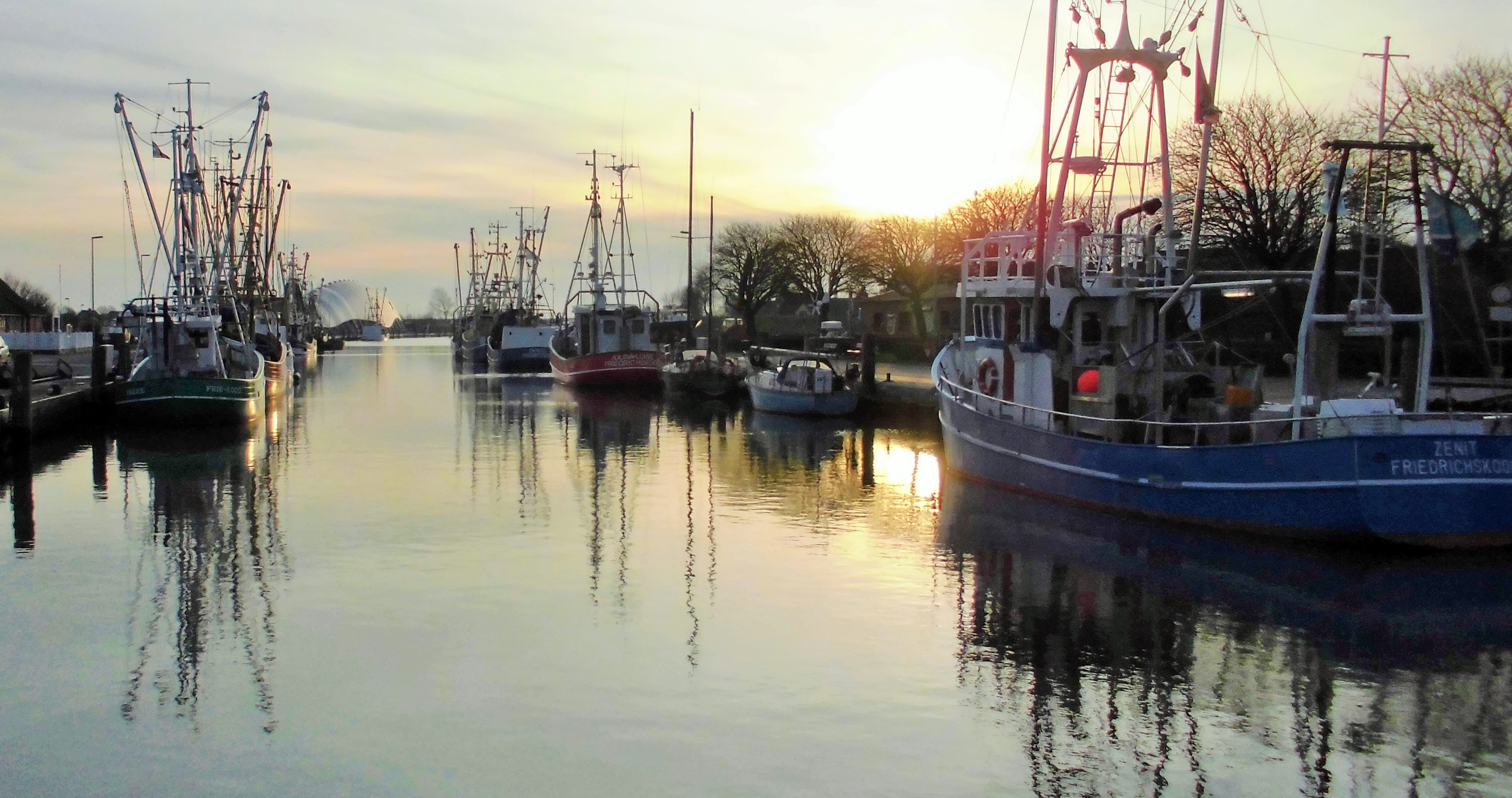
Krabbenkutter während der Winterpause im Hafen (2014)

Traditionell zählt die Fischerei zu den bedeutenden Wirtschaftszweigen in Friedrichskoog: Der erste Berufsfischer siedelte sich im Jahr 1883 an. Da mit dem Anschluss der Gemeinde an das Eisenbahnnetz ab dem Jahr 1884 ein guter Zugang zu den überörtlichen Absatzmärkten in den Städten bestand, stieg in den folgenden Jahrzehnten die Zahl der Fischereibetriebe schnell. Parallel spezialisierte sich Friedrichskoog ab Beginn des 20. Jahrhunderts auf Fang, Verarbeitung und Vermarktung der als Krabben bezeichneten Sand- bzw. Nordseegarnelen; u. a. wurde hierzu im Jahr 1911 die Fischereigenossenschaft Holsatia gegründet.
Die Entwicklung der Krabbenfischerei erreichte in den 1950er Jahren ihren Höhepunkt, als etwa 80 Baumkurrenkutter zur Fischereiflotte von Friedrichskoog zählten. Obwohl danach in der Fischerei unter anderem durch den Übergang zu größeren Booten ein deutlicher Strukturwandel einsetzte, lebte in den 1960er Jahren – auch durch das bis Ende der 1980er Jahre übliche Krabbenschälen in Heimarbeit („Heimentschälung“) – noch etwa ein Fünftel der Bevölkerung von der Fischerei. Ab den 1990er Jahren verlagerten sich die Anlandungen stetig in Richtung Büsum, da der Hafen über die Piep gezeitenunabhängig anzulaufen ist und die internationalen Händler für den Ankauf der Krabben dort ihren Sitz haben. Im Jahr 2015 wurde der Hafen in Friedrichskoog geschlossen.
Trotz schwieriger wirtschaftlicher Rahmenbedingungen zählte der Fischerverein Friedrichskoog zu Jahresbeginn 2020 noch 23 Fischereibetriebe und 26 Kutter mit Fischereikennzeichen „SD“ beziehungsweise „FRI“; die Boote haben ihren aktuellen Liegeplatz überwiegend in Büsum gefunden. Seit einigen Jahren streben die Krabbenfischer eine Zertifizierung durch das MSC-Siegel (Marine Stewardship Council) für eine ökologisch verträgliche bzw. nachhaltige Fischerei an. In diesem Zusammenhang verzichten sie unter anderem freiwillig auf die Befischung bestimmter Regionen des Wattenmeers. Zudem optimieren sie ihre Fangnetze (Selektiver Fischfang), um unerwünschten Beifang systematisch zu minimieren.

### Tourismus

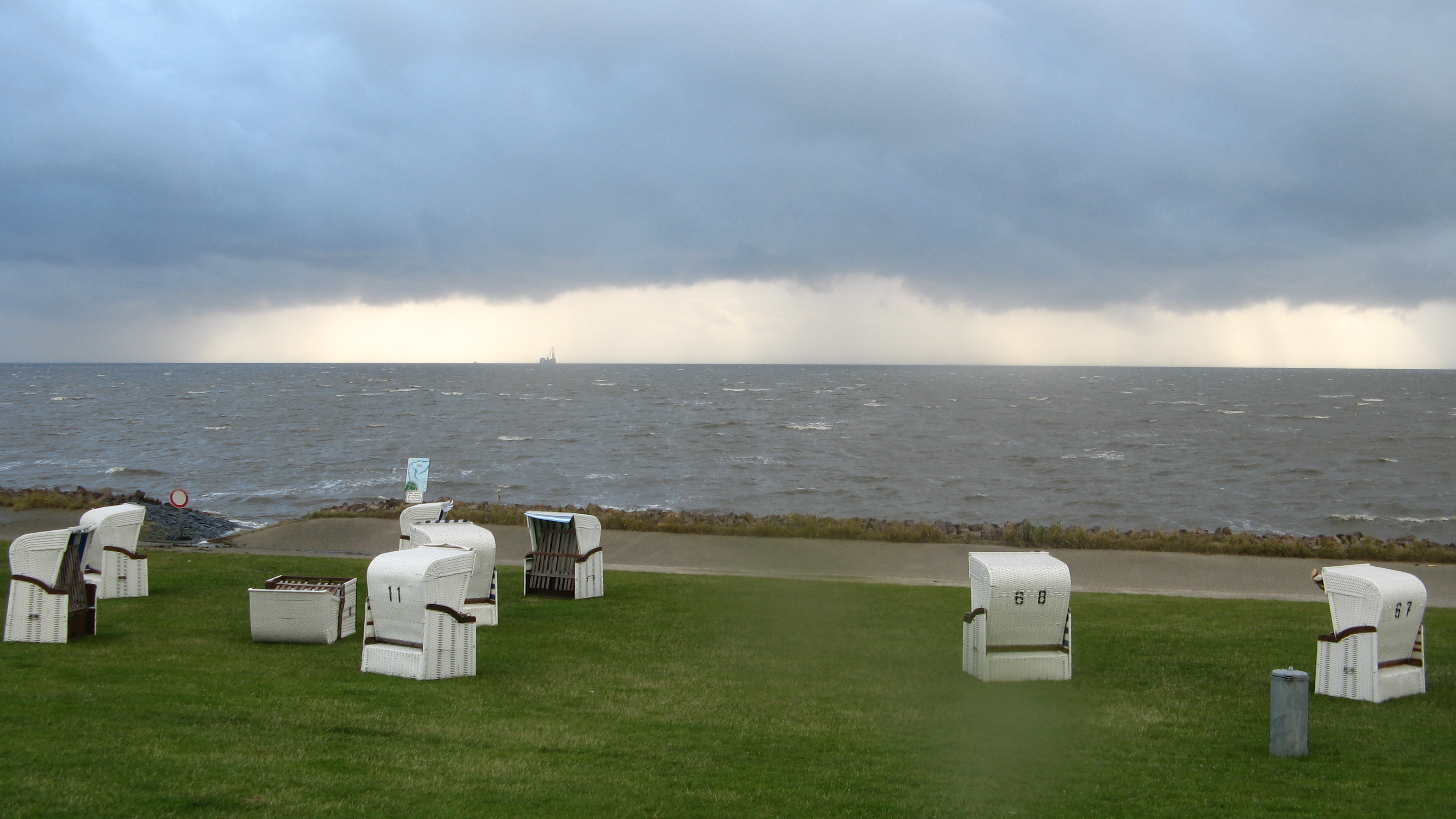
„Grüner Strand“ in Friedrichskoog-Spitze bei Sturm

Mit Fremdenzimmern auf den Bauernhöfen begann in den 1950er Jahren in Friedrichskoog die Entwicklung des Tourismus. Ab den 1960er Jahren bereicherten insbesondere Ferienhäuser und Ferienwohnungen die Übernachtungsmöglichkeiten. In diesem Zusammenhang entstand auch der Ortsteil Friedrichskoog-Spitze sowie sein insgesamt 1,8 Kilometer langer „grüner Strand“ (zwischen Trischendamm und Parallelweg) auf Grasflächen des Außendeichs mit Übergängen ins Sandwatt.
Im Jahr 2020 positionierte sich der Tourismus über die Themen Strand und Baden, Natur/Ruhe, Gesundheitstourismus sowie den Nationalpark Schleswig-Holsteinisches Wattenmeer. Das Übernachtungsangebot bestand aus fünf Hotelbetrieben mit insgesamt 56 Betten, 458 Ferienhäusern und -wohnungen (Parahotellerie) mit 2592 Betten sowie fünf Campingplätzen.
Wesentliche touristische Einrichtung ist das im Jahr 1976 an der „Spitze“ eröffnete „Haus des Kurgastes“ (offizielle Bezeichnung) u. a. mit Veranstaltungs- und Aufenthaltsräumen. Dort zog im Jahr 2019 auch das früher am Hafen befindliche Infozentrum der Schutzstation Wattenmeer ein; neben einer kleinen naturkundlichen Ausstellung bietet es Wattwanderungen, Salzwiesenführungen und vogelkundliche Exkursionen. In der angrenzenden, im Jahr 2000 eröffneten Deichpassage hat u. a. der Tourismusservice sein Büro.
Seit dem Jahr 1983 ist Friedrichskoog-Spitze als Seebad und seit 2004 als Nordseeheilbad staatlich anerkannt. Die seit dem Jahr 1998 ebenfalls in „Spitze“ bestehende Kurklinik mit 270 Betten ist auf gemeinsame Aufenthalte von Eltern und Kindern spezialisiert. Das weiter südöstlich gelegene und im Jahr 1985 fertiggestellte Kur- und Wellness-Zentrum mit Meerwasser-Thermalbad bietet u. a. Behandlungen des Stütz- und Bewegungsapparats, der Atemwege sowie der Psyche. Dort befindet sich auch die Praxis einer Kur- und Badeärztin.
Mit der im Frühjahr 2024 beginnenden und auf insgesamt zwei Jahre angelegten Deichverstärkung (Klimadeich) im Bereich des „grünen Strands“ steht der Tourismus vor besonderen Herausforderungen, da keine Möglichkeiten zur Verlagerung des einzigen Badestrands bestehen. Die erforderliche Küstenschutzmaßnahme soll jedoch auch genutzt werden, um den Strand sowie den sogenannten „Kurpark“ unter anderem durch Promenaden und Veranstaltungsflächen aufzuwerten. Im Rahmen der Gemeinschaftsaufgabe Verbesserung der regionalen Wirtschaftsstruktur fördern Bund und Land Schleswig-Holstein 90 Prozent der Investitionen mit insgesamt 20,6 Millionen Euro. Im Anschluss an die Deichverstärkung beginnt im Jahr 2026 die dreijährige Attraktivierung des Trischendamms.
Im Jahr 2023 verzeichnete Friedrichskoog knapp 173.000 Übernachtungen (ohne Camping) und ist damit nach Büsum der touristische Schwerpunkt im Kreis Dithmarschen. Der Tourismus ist nach der Landwirtschaft bedeutendster Wirtschaftszweig der Gemeinde.

### Erdölförderung

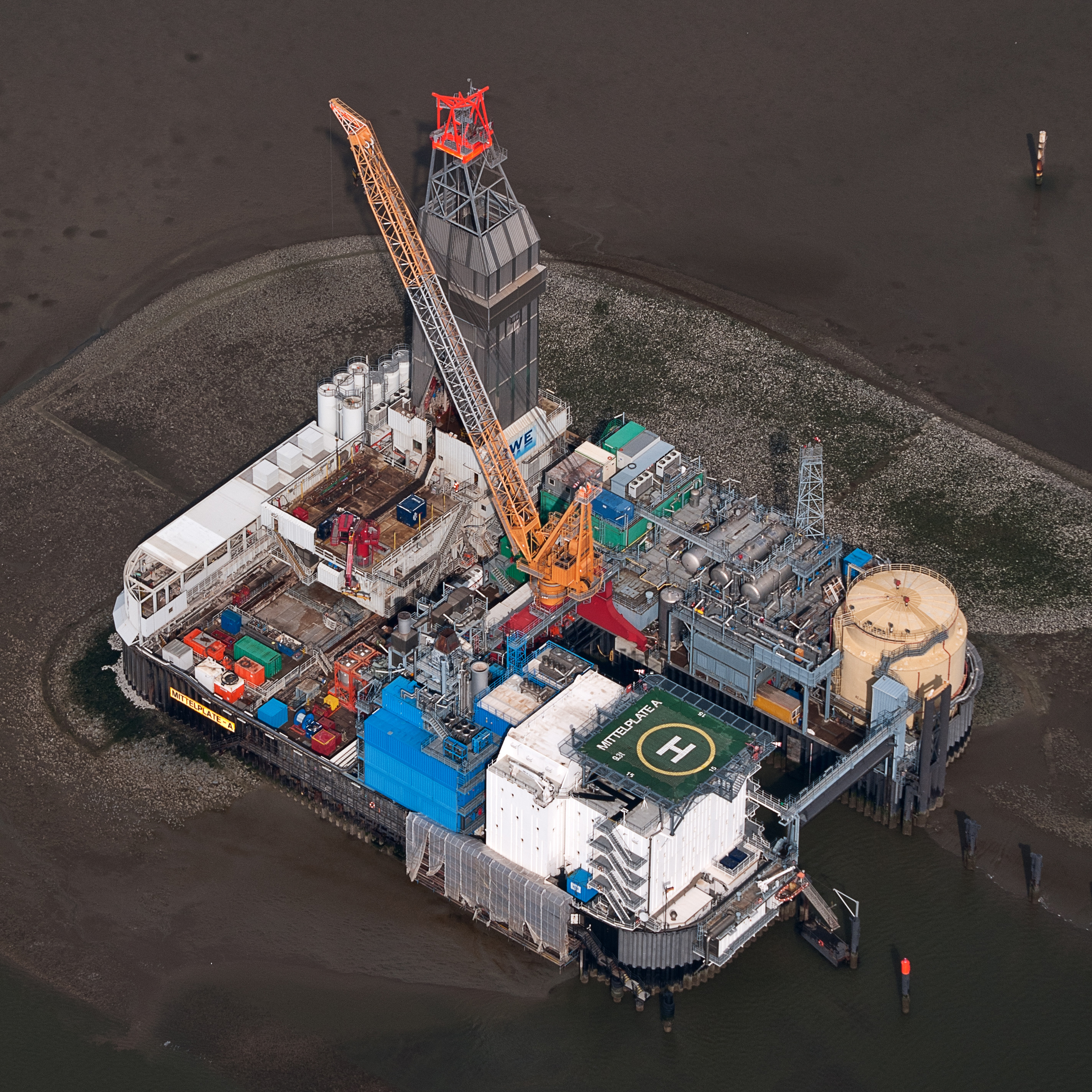
Bohr- und Förderinsel Mittelplate rund zehn Kilometer vor Friedrichskoog

Vor Friedrichskoog im Nationalpark Schleswig-Holsteinisches Wattenmeer befindet sich das Ölfeld Mittelplate. Bis zum Jahr 2024 wurden aus dem Feld mehr als 40 Millionen Tonnen Öl gefördert. Weitere 10 bis 15 Millionen Tonnen gelten noch als gewinnbar. Damit ist Mittelplate das mit Abstand größte deutsche Erdölvorkommen.
Das Erdöl fördert die heutige Wintershall Dea seit dem Jahr 1987 von einer etwa zehn Kilometer vom Deich entfernten Bohr- und Förderplattform. Während anfangs das Öl per Leichter zum Ölhafen Brunsbüttel abtransportiert werden musste, erfolgt dies seit dem Jahr 2005 über eine Pipeline zur Landstation Dieksand (Lage) im Ortsteil Friedrichskoog. Aufgrund des besonders sensiblen Ökosystems werden alle auf der Plattform anfallenden Abfälle – vom Bohrklein bis zur Eierschale – an Land gebracht und dort entsorgt. Parallel besteht seit dem Jahr 2000 eine Förderung von der Landstation; diese erfolgt über horizontal abgelenkte Bohrungen von teilweise über neun Kilometer Länge. Die vom Land Schleswig-Holstein bisher erteilte Förderbewilligung läuft bis zum Ende des Jahres 2041 und wird dann enden. Von Wintershall DEA im Jahr 2019 gestellte Anträge bis zum Jahr 2041 auch im südlichen Teil der Lagerstätte Öl zu fördern, galten als nicht genehmigungsfähig und wurden 2024 zurückgezogen. Bereits in den 2030er Jahren soll der Rückbau der Bohrinsel vorbereitet werden.
In der Landstation Dieksand erfolgt auch die Abtrennung des Öls von den übrigen Bestandteilen (vor allem Wasser) sowie eine Abtrennung des Ölgases. Die so aufbereiteten Produkte werden über eine Leitung nach Brunsbüttel gepumpt, wo teilweise eine Verarbeitung, teilweise eine Weiterleitung zur Raffinerie Heide in Hemmingstedt erfolgt.
Im Mai 2024 einigten sich das Land Schleswig-Holstein und Wintershall DEA in einem außergerichtlichen Vergleich, die Förderabgabe von zuvor 21 Prozent auf 15 Prozent abzusenken. Dadurch entfiel für das Land das Risiko, Rückzahlungsansprüchen im dreistelligen Millionenbereich ausgesetzt zu sein. Bundesgesetzlich ist eine Förderabgabe von zehn Prozent vorgesehen, von der die Länder unter bestimmten Bedingungen abweichen können.

### Windkraft
Mit deutlich überdurchschnittlichen Windgeschwindigkeiten  bietet die Gemeinde Friedrichskoog hervorragende Rahmenbedingungen für die Stromerzeugung aus Windkraft, da die Anlagen durchschnittlich mit 3200 Volllaststunden betrieben werden können. Vor diesem Hintergrund hat sich eine ausgeprägte Energielandschaft entwickelt; nach dem Anlagenregister der Bundesnetzagentur waren am 1. Mai 2020 insgesamt 74 Anlagen mit einer Nettonennleistung von über 170 Megawatt installiert. Theoretisch erzeugen sie bis zu 546 Millionen Kilowattstunden elektrische Energie und versorgen damit rund 270.000 Ein-Personen-Haushalte.
Perspektivisch wird sich die Zahl der Anlagen im Gemeindegebiet Friedrichskoog verringern, da die Landesregierung Schleswig-Holstein bis zum Jahresende 2020 ein Gesamträumliches Plankonzept mit Vorranggebieten für „Windenergie an Land“ erstellt. Die laufenden Analysen berücksichtigen unter anderem Mindestabstände zur bestehenden Wohnbebauung sowie die Interessen von Naturschutz, Tourismus und Erholung. Innerhalb der auszuweisenden Vorranggebiete soll sich die Windenergienutzung gegenüber konkurrierenden Nutzungen durchsetzen. Außerhalb soll die Windenergienutzung nur über schlüssige gesamträumliche Konzepte auf regionalplanerischer Ebene zu rechtfertigen sein.
Für die Gemeinde Friedrichskoog ergeben sich nach dem dritten Planungsentwurf  drei Vorranggebiete mit einer Gesamtfläche von 313 Hektar. Jedoch befindet sich eine Reihe der bestehenden Windkraftanlagen außerhalb dieser Flächen; sie erschweren aufgrund ihrer Schallemissionen beispielsweise den Ausweis eines Baugebiets.

### Ortsentwicklung Hafen

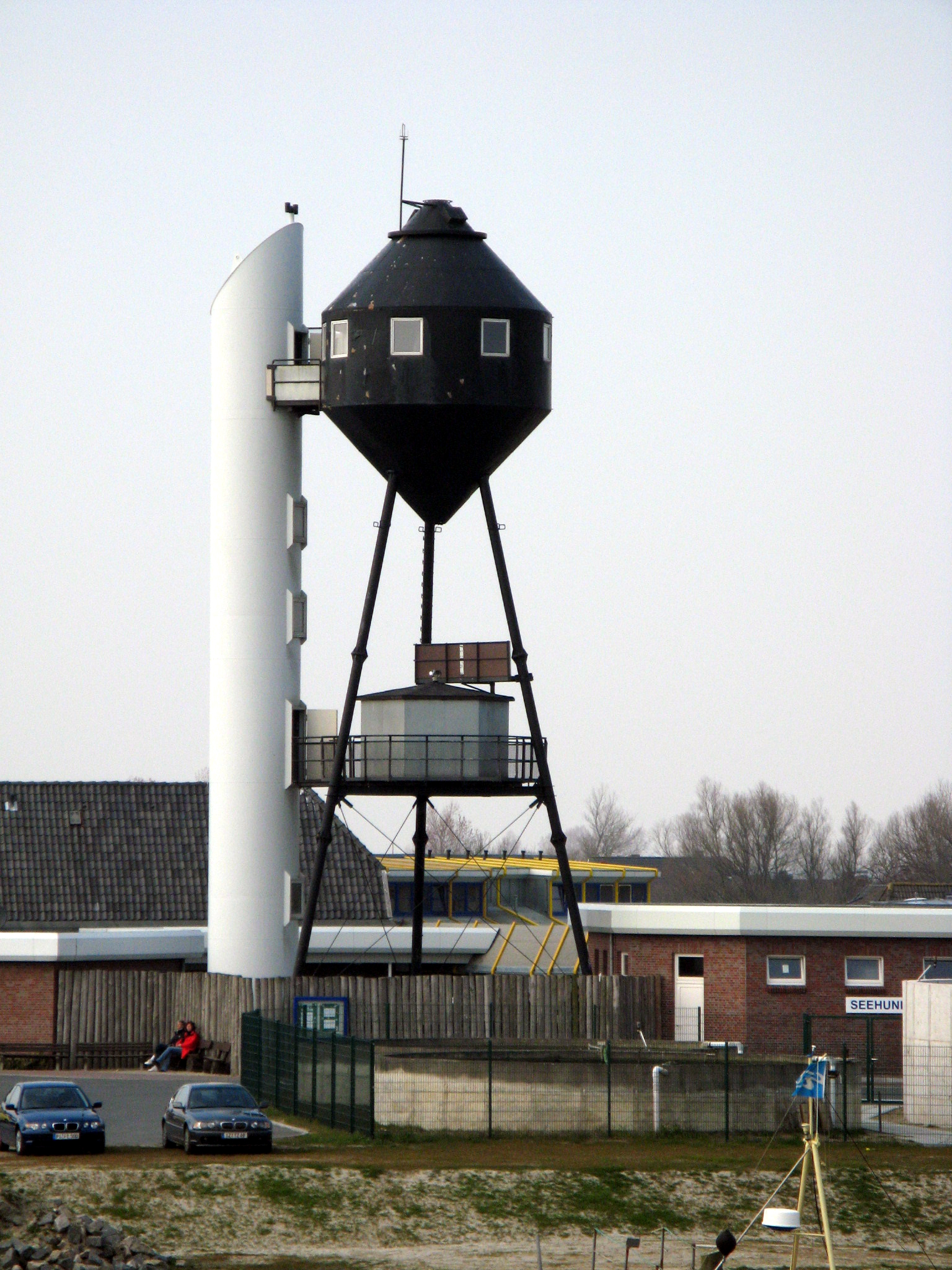
Ehemaliges Seezeichen „Trischenbake“ in der Seehundstation;
am 5. Februar 2020 abgebaut und im ehemaligen Hafen für Wiederaufbau gelagert

Seit der Hafenschließung im Jahr 2015 dient das Hafenbecken nur noch als Vorflut für die Entwässerung und Kläranlagen des Friedrichs- und Dieksanderkoogs. Das Sperrwerk wurde ab dem Jahr 2018 durch ein Schöpfwerk mit drei Pumpen ersetzt; dadurch ist der Hafen nicht mehr schiffbar. Für Fußgänger entstand am Schöpfwerk eine Passage, die erstmals ein Umrunden des Hafenbeckens ermöglicht.
Die Gemeinde Friedrichskoog ließ in den vergangenen Jahren verschiedene Ideen entwickeln, wie sich das ehemalige Hafenareal nachnutzen lasse. Zuletzt präsentierte sie im März 2019 das bis Ende 2018 erarbeitete städtebauliche Konzept zur Ortserneuerung, dort mit einem Investitionsvolumen von rund 20 Millionen Euro ein neues Ortszentrum zu bauen. Unter anderem sind Ferienwohnungen, Gastronomie- und Gewerbebetriebe, ein zentraler Treffpunkt für die Friedrichskooger sowie ein Hafenmuseum geplant.
Nach mehrjährigen Verhandlungen und kommunalpolitischen Auseinandersetzungen wurde im Frühjahr 2022 vertraglich vereinbart, dass die Gemeinde das Hafengelände einschließlich Hafenbecken vom Land unentgeltlich übernimmt. Im Rahmen dieser Vereinbarung lässt Schleswig-Holstein die Kaimauern in den nächsten Jahren einmalig sanieren. Sollte die Wasserfläche nicht noch an den Deich- und Hauptsielverband Dithmarschen übertragen werden, sind zukünftige Instandhaltungskosten allein von der Gemeinde zu zahlen. Insgesamt dürfte sich die bisher nur wenig konkretisierte Attraktivierung des Hafenareals weiter hinziehen.
Doch ein Anfang ist gemacht: Nach öffentlichen Diskussionen übernahm die Gemeinde bereits im Jahr 2020 die von der Seehundstation als „Geschenk“ angebotene ehemalige Trischenbake (früher auch Buschsandbake aufgrund wechselnder Bezeichnungen der Insel Trischen); diese soll im zukünftigen Hafenareal als gestalterisches Element dienen. Das 22 Meter hohe ehemalige Seezeichen (von 1951 bis 1996) hatte sich seit dem Jahr 2001 als weithin sichtbare Landmarke und Aussichtsturm in der Seehundstation zur „Touristenattraktion“ und zum „Wahrzeichen“ von Friedrichskoog entwickelt.

## Verkehr
Friedrichskoog ist über die Landesstraßen L 144 und L 177 an das überörtliche Verkehrsnetz angebunden. Übergeordnete Zubringer sind die Bundesstraße B 5 sowie die Autobahn A 23.
Der nächstgelegene Bahnhof befindet sich an der Marschbahn (Strecke Hamburg – Niebüll – Westerland) in St. Michaelisdonn; von dort ist Friedrichskoog mit dem Regionalbus über Marne zu erreichen. Früher bestand eine Eisenbahnstrecke über Marne nach St. Michaelisdonn.
Zudem bestehen Verkehrslandeplätze in Büsum und St. Michaelisdonn.

## Persönlichkeiten
- Peter Hartmann (1884–1982), in Friedrichskoog geborener Seemann, Träger des Bundesverdienstkreuzes als Lebensretter
- Werner „Polli“ Rohwedder (1925–2017), Fischer, Seehundjäger, Nationalparkwart, Gründer und Leiter der Seehundstation Friedrichskoog, Ehrenbürger von Friedrichskoog
- Tjark Nagel (* 1952), Landwirt in Friedrichskoog, Olympiateilnehmer im Springreiten
- Carsten-Otto Nagel (* 1962), in Friedrichskoog aufgewachsener Pferdewirtschaftsmeister, Welt- und Europameister im Springreiten
- Björn Nagel (* 1978), Landwirt in Friedrichskoog, Europameister im Springreiten